# Leichtathletik-Weltmeisterschaften 2013/Teilnehmer (Elfenbeinküste)
| Gelbes Symbol für Goldmedaillen mit stilisierten Olympischen Ringen | Graues Symbol für Silbermedaillen mit stilisierten Olympischen Ringen | Braundes Symbol für Bronzemedaillen mit stilisierten Olympischen Ringen |
| ------------------------------------------------------------------- | --------------------------------------------------------------------- | ----------------------------------------------------------------------- |
| —                                                                   | 1                                                                     | —                                                                       |

Der Leichtathletik-Verband der Elfenbeinküste stellte zwei Teilnehmer bei den Leichtathletik-Weltmeisterschaften 2013 in der russischen Hauptstadt Moskau.

## Ergebnisse

### Männer

#### Laufdisziplinen
| Athlet             | Disziplin | Vorlauf | Vorlauf | Halbfinale         | Halbfinale         | Finale             | Finale             |
| Athlet             | Disziplin | Zeit    | Platz   | Zeit               | Platz              | Zeit               | Platz              |
| ------------------ | --------- | ------- | ------- | ------------------ | ------------------ | ------------------ | ------------------ |
| Hua Wilfried Koffi | 100 m     | 10,40 s | 39      | nicht qualifiziert | nicht qualifiziert | nicht qualifiziert | nicht qualifiziert |
| Hua Wilfried Koffi | 200 m     | DNS     | DNS     | –––                | –––                | –––                | –––                |

### Frauen

#### Laufdisziplinen
| Athlet          | Disziplin | Vorlauf | Vorlauf | Halbfinale | Halbfinale | Finale  | Finale |
| Athlet          | Disziplin | Zeit    | Platz   | Zeit       | Platz      | Zeit    | Platz  |
| --------------- | --------- | ------- | ------- | ---------- | ---------- | ------- | ------ |
| Murielle Ahouré | 100 m     | 11,22 s | 12      | 10,95 s    | 2          | 10,93 s | Silber |